# Comparație (psihologie)
Comparația este operația gândirii care presupune evidențierea asemănărilor și deosebirilor dintre obiecte și fenomene pe baza unui criteriu ales.